# Université Meiji

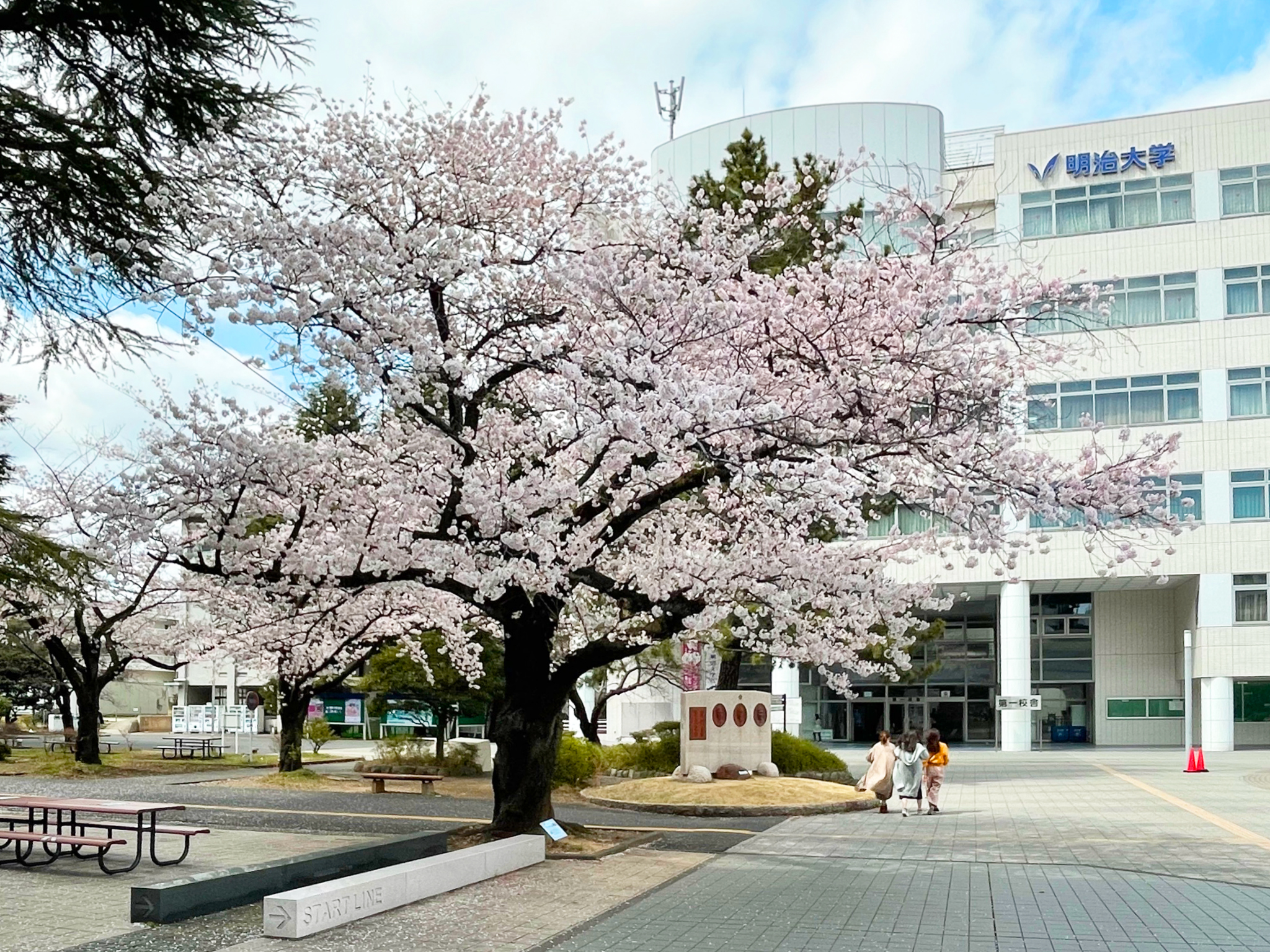
Le campus Izumi de l'université Meiji.

L'université Meiji (明治大学, Meiji daigaku), ou meidai (明大) en abrégé, est une université privée du Japon. Elle est située dans la partie nord du quartier Kandasurugadai à Tokyo.
Elle fait partie des Tokyo 6, tournois de baseball qui opposent les grandes universités de Tokyo (Meiji, université Hōsei, université Keiō, Rikkyō, Tōdai, Waseda).

## Personnalités liées à l'université

### Étudiants

#### Premiers ministres
- Takeo Miki (1974 – 1976)
- Tomiichi Murayama (1994 – 1996)

#### Autres personnalités
- Yu Tamura (joueur de rugby international japonais aux Canon Eagles de Machida)
- Yuto Nagatomo (joueur de football à l’OM)
- Sei Muroya (joueur de football au FC Tokyo)
- Masatoshi Koshiba (Prix Nobel de physique 2002)
- Zhou Enlai (Premier ministre de la République populaire de Chine, 1949 – 1976)
- Tatsuji Fuse (avocat, militant social)
- Masao Koga (compositeur et détenteur de la Médaille d'Honneur nationale du Japon)
- Naomi Uemura (alpiniste, aventurier)
- Syu Hiraide (nouvelliste, avocat)
- Kan Kikuchi (nouvelliste)
- Itō Sachio (nouvelliste)
- Ken Takakura (acteur)
- Akira Kobayashi (acteur)
- Toshiyuki Nishida (acteur)
- Eijirō Tōno (acteur)
- Yūzō Takada (mangaka)
- Kaiji Kawaguchi (mangaka)
- Toshio Sakai (photographe, Prix Pulitzer)
- Kensuke Isizu (styliste, vêtements de style Ivy League)
- Tatsuro Yamashita (compositeur, chanteur)
- Kazufumi Miyazawa (compositeur, chanteur)
- Morio Agata (chanteur)
- Senichi Hoshino (joueur de baseball, manager)
- Son Ki-chong (coureur de marathon ; médaillé d'or aux Jeux olympiques de Berlin)
- Kihachi Okamoto (réalisateur)
- Takeshi Kitano (réalisateur)
- Yuzo Kawashima (réalisateur)
- Hideo Gosha (réalisateur)
- Kiyoshi Sasabe (réalisateur)
- Tetsuo Shinohara (réalisateur)
- Fusako Shigenobu (leader féminin de l'Armée rouge du Japon)
- Yamashita Tomohisa (chanteur et acteur)
- Koyama Keiichiro (chanteur et acteur)
- Mukai Osamu (acteur de drama et film)
- Keiko Kitagawa (mannequin, actrice, chanteuse)
- Yasuo Kobayashi (shihan 8e dan d'aïkido, fondateur du club d'aïkido de l'université)
- Katsuaki Asai (shihan 8e dan d'aïkido, pionnier de l'aïkido en Allemagne)
- Inoue Mao (actrice)
- Xie Jishi (membre du gouvernement du Mandchoukouo)
- Lee Byeng-Ju (écrivain sud-coréen)
- Shiko Itoh, peintre
- Kazue Fujita, femme politique